# 格林維爾 (紐約州格林縣普查規定居民點)
格林維爾（英語：Greenville）是位於美國紐約州格林縣的普查規定居民點。

## 人口
根據2020年美國人口普查的數據，格林維爾的面積為10.16平方千米，當中陸地面積為10.05平方千米，而水域面積為0.11平方千米。當地共有人口688人，而人口密度為每平方千米67.72人。